# Benon Szałek
Benon Zbigniew Szałek (ur. 3 listopada 1948 w Szczecinie) – profesor doktor habilitowany nauk ekonomicznych, wykładowca Uniwersytetu Szczecińskiego.

## Życiorys
Absolwent Politechniki Szczecińskiej. W latach 1971–1985 wykładowca macierzystej uczelni. Od 1985 pracuje na Uniwersytecie Szczecińskim. W latach 1990–1996 kierownik Katedry Logistyki Uniwersytetu Szczecińskiego.
Założyciel i od 1996 kierownik Zakładu Heurystyki i Prakseologii w Instytucie Politologii Wydziału Humanistycznego Uniwersytetu Szczecińskiego. Od 1999 profesor zwyczajny.

## Książki w języku angielskim
- The Narmini Report. Decipherment of the Easter Island Script. Decipherment of the Indus Valley Script. Dravidian Axis Mohenjo Daro - Easter Island (27N – 27S), 1999
- Heuristics and Cryptology in the Decipherment of the Cretan Hieroglyphic Inscriptions, 2000
- The Proto-Byblian Inscriptions in the Light of Heuristics and Cryptology, 2001
- The Sumerian Problem in the Light of Heuristics, 2002
- The Etruscan Problem in the Light of Heuristics, 2003
- The Mayan Problem in the Light of Heuristics, 2004
- The Ancient Egyptian Language in the Light of Heuristics, 2005
- Linear A and Cypro-Minoan in the Light of Heuristics and Cryptology, 2005
- Lycian, Lydian and Other Languages in the Light of Heuristics and Cryptology, 2006
- Chinese and Other Languages in the Light of Heuristics, 2007
- Eteocretan, Linear A, Etruscan, Lemnian, Carian, Eteocypriot and Related Problems in the Light of Heuristics and Cryptology, 2008
- Basque, Georgian and Other Languages in the Light of Heuristics and Cryptology, 2009
- Sumerian, Egyptian, Coptic, Olmec, Mayan and Related Problems in the Light of Heuristics and Cryptology, 2010
- The Egyptian, Sumerian, Dravidian and Elamite Languages in the Light of Heuristics and Cryptology, 2011
- The Indus Valley (Mohenjo Daro, Harappa, Dholavira), Kabul and Easter Island (Rongorongo) Inscriptions in the Light of Heuristics and Cryptology, 2012